# Groovy Day
Groovy Day er det niende studiealbum fra den danske sanger og sangskriver Thomas Helmig, der blev udgivet den 29. oktober 1996. Efter en række rockede album, der kulminerede i succesalbummet Stupid Man (1994), kastede Helmig sig over soulmusikken på Groovy Day. Thomas Helmig flyttede i 1995 tre måneder til Spanien med familien, hvor han skrev sange der stilmæssigt lå tæt opad Stupid Man. Da familien vendte tilbage til Aarhus, valgte Helmig at starte forfra med helt nye sange inspireret af soulmusik: "Jeg ville udfordre mig selv. Det havde ligesom været for let."
Albummet er indspillet i Sacramento i Californien samt i Viby J., og er produceret af Timothy Christian Riley, Thomas Helmig og Jai Winding. Ifølge Helmig betød arbejdet med Riley at albummet "lyder renere end mine tidligere plader". Albummets tekster er refleksioner over Helmig selv, og om albummets titel og tema har Helmig udtalt: "Mange af numrene har det element af, at lykken er en flygtig ting, som kun er til låns, og som man derfor må prøve at gribe, når den er lige foran næsen på en. Derfor er jeg glad for, at ordet groovy er i titlen, for det er den stemning, som pladen tematisk er bygget op om."
Anmelderne roste generelt Helmigs vokal, men følte albummets lyd var for pæn og over-produceret. Groovy Day opnåede en andenplads på hitlisten, og modtog i februar 1997 dobbelt-platin for 100.000 solgte eksemplarer.

## Anmeldelser
Groovy Day modtog blandede anmeldelser. Mest begejstret var Jyllands-Posten der gav albummet fem ud af seks stjerner. Anmelderen mente at Helmig havde "begået sit mest sammenhængende, helstøbte og homogene værk til dato", og roste sangeren for at "fokus denne gang er endnu skarpere på Helmigs fint nuancerede sangstemme". Kim Skotte fra Aktuelt var ligeledes positiv stemt over for albummet, og skrev at Groovy Day på trods af sin polerede overflade "er fuldt ud en lige så varm og intim oplevelse som Helmigs foregående plader. Og kommer hitmelodierne ikke trampende, så kommer de til gengæld snigende."
Mere kritisk var Ekstra Bladets anmelder, der gav albummet tre ud af sejs stjerner og kaldte albummet for "instrumentalt fersk og overfladisk", og skrev: "Med et disco-dasko præg af den slags, der lyder som om, den er beregnet til det tyske marked, hvor alt går igennem, bare stortromme og bas buldrer nok gennem gulvet, så selv en døv kan danse til det." B.T. gav ligeledes Groovy Day tre stjerner, og mente at albummet var "stoppet med alt for meget alt for middelmådig anonym amerikaniseret soulpop". Musikmagasinet GAFFA gav også tre ud af seks stjerner. Anmelderen roste Helmig for at have "en stemme af international format", men var overordnet kritisk over for albummet: "Det hele er for pænt pakket ind i moderigtige dancetrommer og softice-lyd. Selvom det lyder godt, bliver det lidt for tykt ved tredie gennemlytning." Politikens anmelder var ligeledes kritisk over for albummets over-producerede lyd, og skrev at Helmig havde skabt "en art højglanspoleret, langsomt dansende soul, der er iscenesat, så sangenes underliggende maskinpuls, korstemmer, guitarriffs m.m. altsammen falder med en doven, lækkert glaseret forudsigelighed, som spolerer den der groovy stemning."

## Spor
Alt tekst og musik er skrevet af Thomas Helmig.
| #   | Titel                             | Længde |
| --- | --------------------------------- | ------ |
| 1.  | "Groovy Day"                      | 3:54   |
| 2.  | "Your Daughter"                   | 4:34   |
| 3.  | "Rock You Tonight"                | 4:50   |
| 4.  | "Baby Baby"                       | 4:10   |
| 5.  | "No Life"                         | 4:12   |
| 6.  | "She Belongs to Me"               | 4:08   |
| 7.  | "Think About You and Me"          | 3:40   |
| 8.  | "World (And the Gravity)"         | 4:36   |
| 9.  | "Hollywood Tears"                 | 4:56   |
| 10. | "Lonely People"                   | 3:31   |
| 11. | "Ballad of a Lost Soul"           | 4:28   |
| 12. | "Another Groovy Day" (bonus spor) | 5:41   |

## Medvirkende
- Thomas Helmig – vokal, baggrundsvokaler, guitarer, keyboard og bas
- Timothy Christian Riley – trommer, trommeprogrammering, percussion, keyboard og bas
- Jai Winding – keyboard
- Claes Antonsen – trommer og trommeprogrammering
- John "Jubu" Smith – guitarer og bas
- Dan Dan – programmering
- Fred "Buz" Busby – baggrundsvokaler
- Michelle "Jo Jo" Hailey – baggrundsvokaler
- Camille Jones – baggrundsvokaler
- Bridgette Bryant – baggrundsvokaler
- Alex North – baggrundsvokaler
- Maxayne Lewis – baggrundsvokaler
- Bill Ortiz og Vince Lars – horn
- Terry T. – scratch på pladespiller
- Joey Swails – tromme- og keyboardprogrammering

## Hitlister og certificeringer
| Hitliste (1997)        | Højeste placering |
| ---------------------- | ----------------- |
| Danmark (Album Top-40) | 2                 |

| Hitliste (1997) | Placering |
| --------------- | --------- |
| Danmark         | 30        |

| Land (Organisation) | Certificering |
| ------------------- | ------------- |
| Danmark (IFPI)      | 2× Platin     |